# Megachile nasidens
Megachile nasidens är en biart som beskrevs av Heinrich Friese 1898. Megachile nasidens ingår i släktet tapetserarbin, och familjen buksamlarbin. Inga underarter finns listade i Catalogue of Life.